# SV Casino Kleinwalsertal
Der SV Casino Kleinwalsertal ist ein österreichischer Sportverein. Wegen der speziellen Ortslage von Kleinwalsertal – der Ort gehört zum österreichischen Bundesland Vorarlberg, der Hauptzugang erfolgt aus Deutschland – gehört der Verein sowohl dem Vorarlberger Sportverband ASVÖ als auch dem Bayerischen Landes-Sportverband BLSV an.
Der Verein betreibt u. a. die Sparten Darts, Fußball, Tennis und Tischtennis an. Bekannt wurde die Tischtennis-Damenmannschaft, die von 1994 bis 2003 in der 2. deutschen Bundesliga spielte.

## Tischtennis
Die Tischtennisabteilung ist Mitglied im Vorarlberger Tischtennis-Verband und im Bayerischen Tischtennis-Verband und nimmt am Spielbetrieb in Bayern teil.
Unterstützt vom Hauptsponsor, der österreichischen Spielbank Casino Kleinwalsertal, gelangen der Damenmannschaft mehrere Aufstiege, beginnend in der Kreisliga bis hin in die 2. Bundesliga. 1994 erfolgte der Sprung von der Regionalliga Süd in die 2. BL. Hier belegte sie in den Folgejahren mehrmals vordere Plätze. Am Ende der Saison 2002/03 wurde sie Meister in der 2. Bundesliga Süd in der Besetzung Jana Dobešová, Yang Xu Janhua, Sandra Peter, Barbara Kantner, Angelina Gürz und Yvonne Steinbrecher. Allerdings nahm der Verein den Aufstieg in die 1. Bundesliga nicht wahr. Stattdessen zog er aus finanziellen Gründen die Mannschaft aus der BL zurück, das Team löste sich auf.
Neben erfahrenen Spielerinnen wurden im Laufe der Jahre auch junge Talente in die Mannschaft integriert.
| Name                  | Geb. | Vereinszugehörigkeit |                                                   |
| --------------------- | ---- | -------------------- | ------------------------------------------------- |
| Jana Dobešová         | 1968 | 1994–2003            |                                                   |
| Michaela Berger       | 1977 | 1993–1996            | 1995 Bayerische Meisterin im Doppel               |
| Katalin Bogyo         | 1960 | 1989–1994            |                                                   |
| Martina Erhardsberger | 1981 | 1998–2002            |                                                   |
| Angela Gürz           | 1988 | 2002–2003            |                                                   |
| Barbara Kantner       | 1983 | 2000–2003            |                                                   |
| Christine Kratochwil  | 1975 | 1995–1997            |                                                   |
| Anette Lingg          | 1964 | 1973–????            | vierfache Meisterin vom Allgäu                    |
| Sandra Peter          | 1972 | 1997–2003            | Dritte im Doppel bei Deutscher Meisterschaft 1999 |
| Katharina Redl        | 1977 | 1996–2000            |                                                   |
| Silvia Reisser        | 1977 | 1996–1998            |                                                   |
| Alena Šafářová        | 1968 | 1993–1994            |                                                   |
| Sylvia Specht         | 1966 | 1991–1993            | 1993 Bayerische Meisterin im Einzel und Doppel    |
| Yvonne Steinbrecher   | 1971 | 1998–2003            | Dritte im Doppel bei Deutscher Meisterschaft 1999 |
| Veronika Stellmach    | 1960 | 1993–1994            |                                                   |
| Verena Voit           | 1980 | 1995–2000            |                                                   |
| Yang Xu Janhua        | 1967 | 2002–2003            |                                                   |